# Tahtalı, Derince
Tahtalı là một xã thuộc huyện Derince, tỉnh Kocaeli, Thổ Nhĩ Kỳ. Dân số thời điểm năm 2010 là 644 người.